# Света Петка (Гостивар)
Вижте пояснителната страница за други значения на Света Петка.
„Света Петка“ (на македонска литературна норма: „Света Петка“) е православна църква в град Гостивар, Северна Македония, част от Тетовско-Гостиварската епархия на Македонската православна църква – Охридска архиепископия. Църквата е няколко пъти разрушавана и възстановявана. Вероятно е от XVIII век. В 1859 година видният дебърски майстор Дичо Зограф работи върху иконостаса на църквата, като изписва престолните икони, работени няколко години по-рано от 1853 до 1856 година.

## Галерия
- Общ изглед
- Мозайка на входната порта в църквата